# Notre-Dame de la Couture (Le Mans)

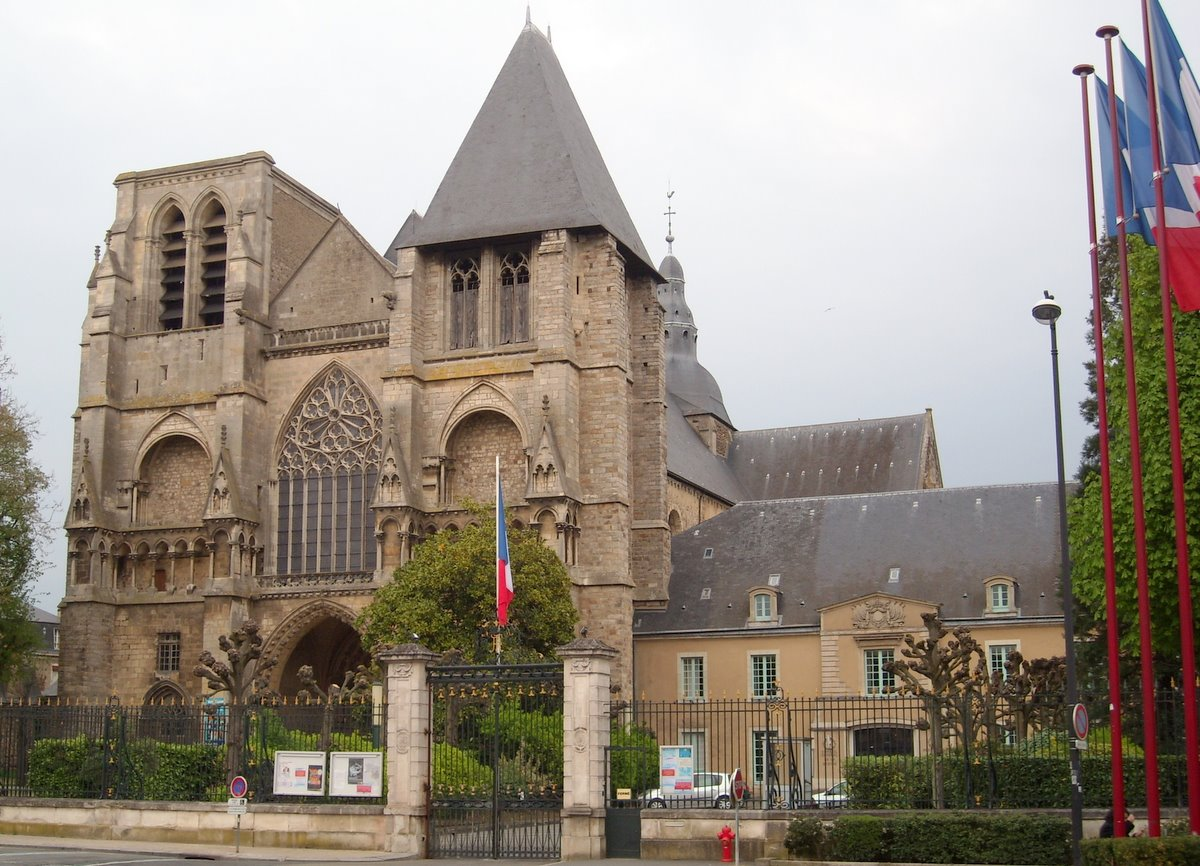
Südwestansicht

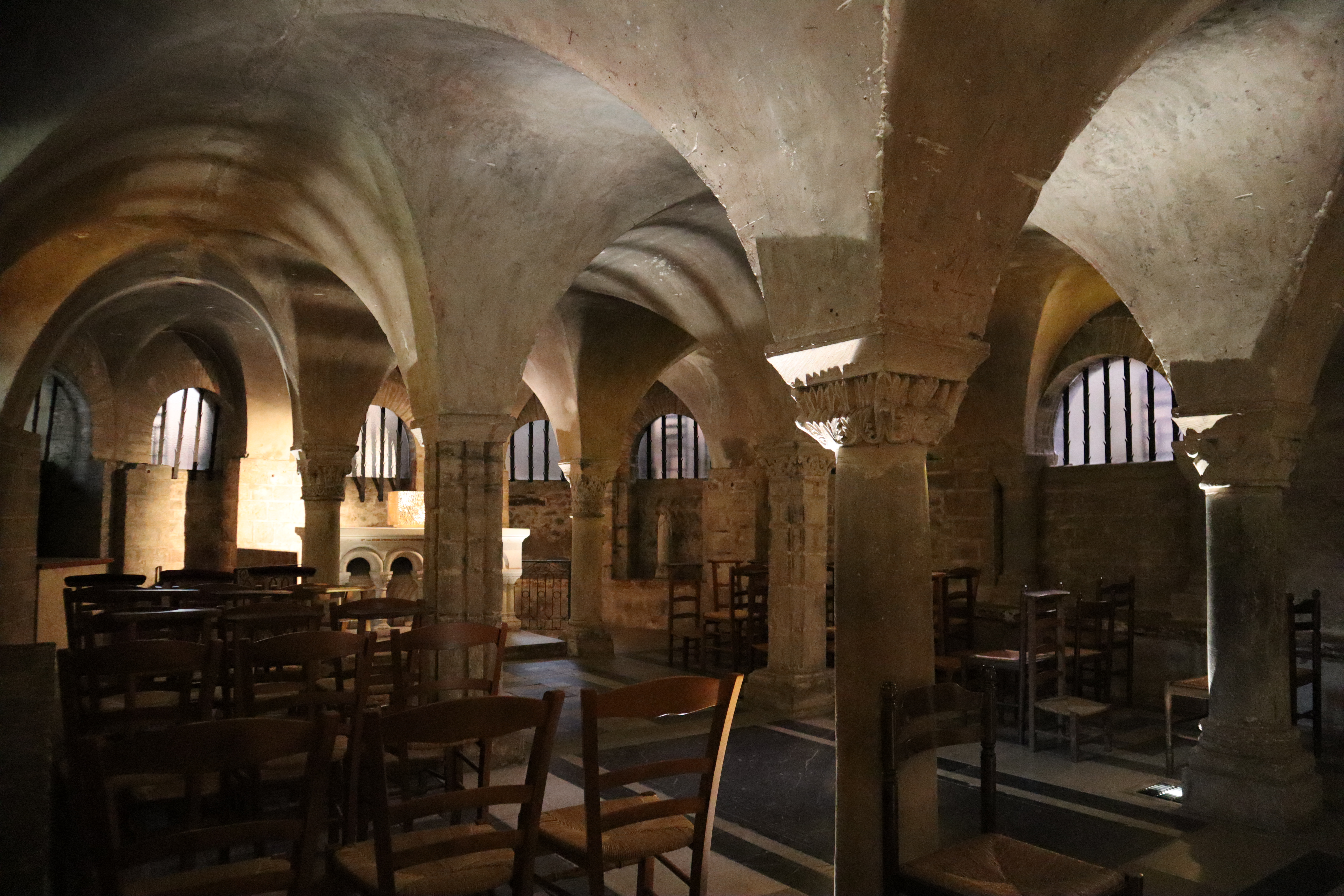
Hallenkrypta

Die römisch-katholische Kirche Notre-Dame de la Couture in der französischen Stadt Le Mans wurde von 1180 bis etwa 1200 vor den Toren der Stadt errichtet, für eine schon 605 von einem Getreuen des Frankenkönigs Chlothar II. gegründete Benediktinerabtei, die bis zur Revolution bestand. Daher hat sie mehrere Vorgängerbauten. Die Kirche wurde 1840 als Monument historique klassifiziert.
Sie ist ein Werk der Angevinischen Gotik, mit den für diese westfranzösische Spielart der Frühgotik typischen achtrippigen Domikalgewölben.
Sie besteht aus einem basilikalen Umgangschor, einem Querschiff und einem einschiffigen Langhaus. Die dreischiffige Hallenkrypta unter dem Chor stammt wohl aus dem 10. Jahrhundert und ist mit Kreuzgratgewölben gedeckt.
Der zweitürmige Westbau wurde im 13. Jahrhundert vorgesetzt. Das dabei angelegte Westportal besteht nur aus nur einer Pforte mit Gewände und Tympanon. Wie in französischen Kirchenportalen jener Zeit üblich, ist die Arkatur mit drei Reihen übereinander angeordneter Skulpturen geschmückt, sodass jeweils der Baldachin über der unteren den Sockel der im Verlauf des Bogens darüber platzierten bildet. Das große Flamboyantfenster über der aus einem einzigen Joch bestehenden offenen Vorhalle des Portals ist mindestens hundert Jahre jünger.
Der Adlige Jean II. des Escotais stiftete 1533 ein Altarretabel für die Taufkapelle.

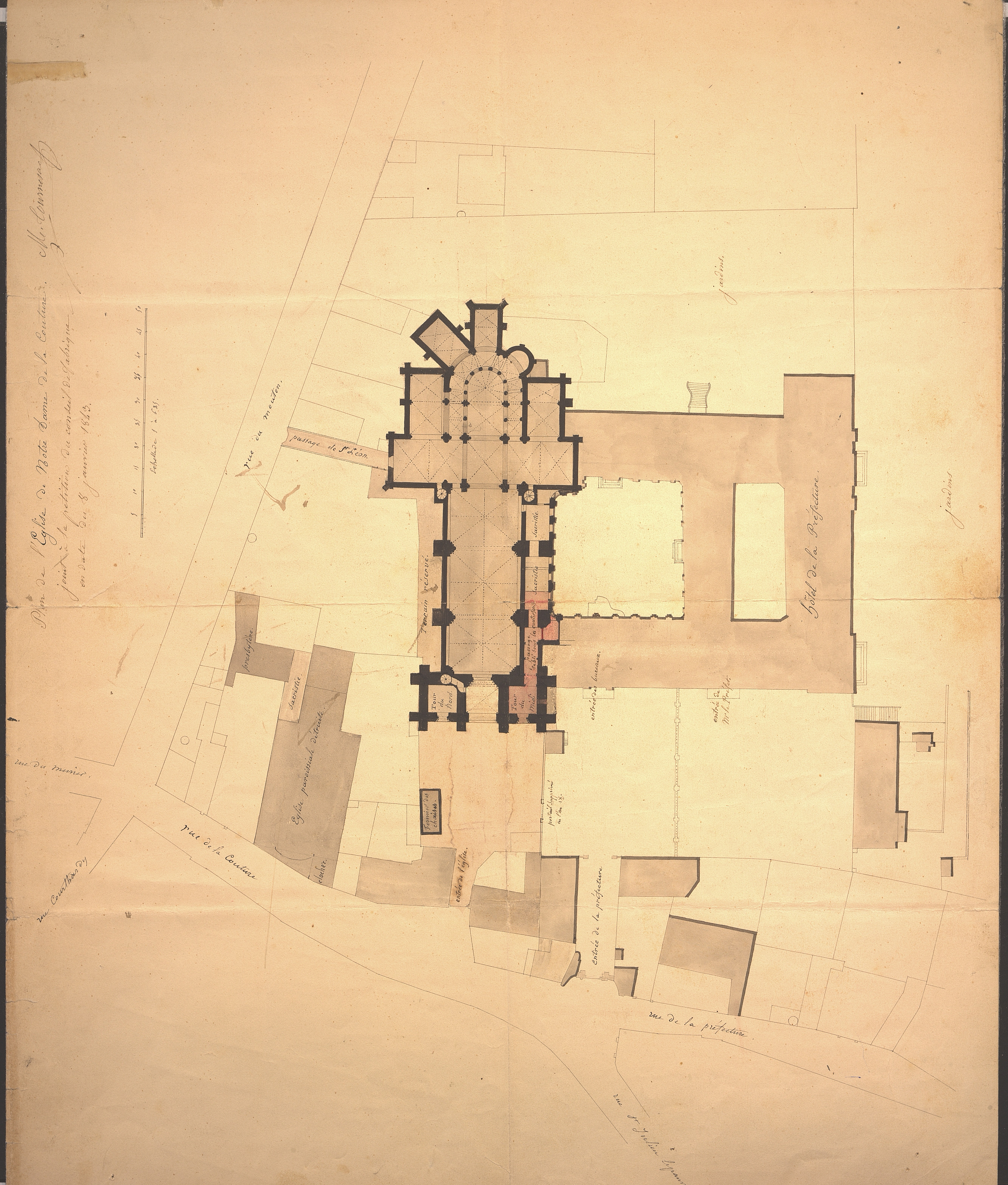
Grundriss
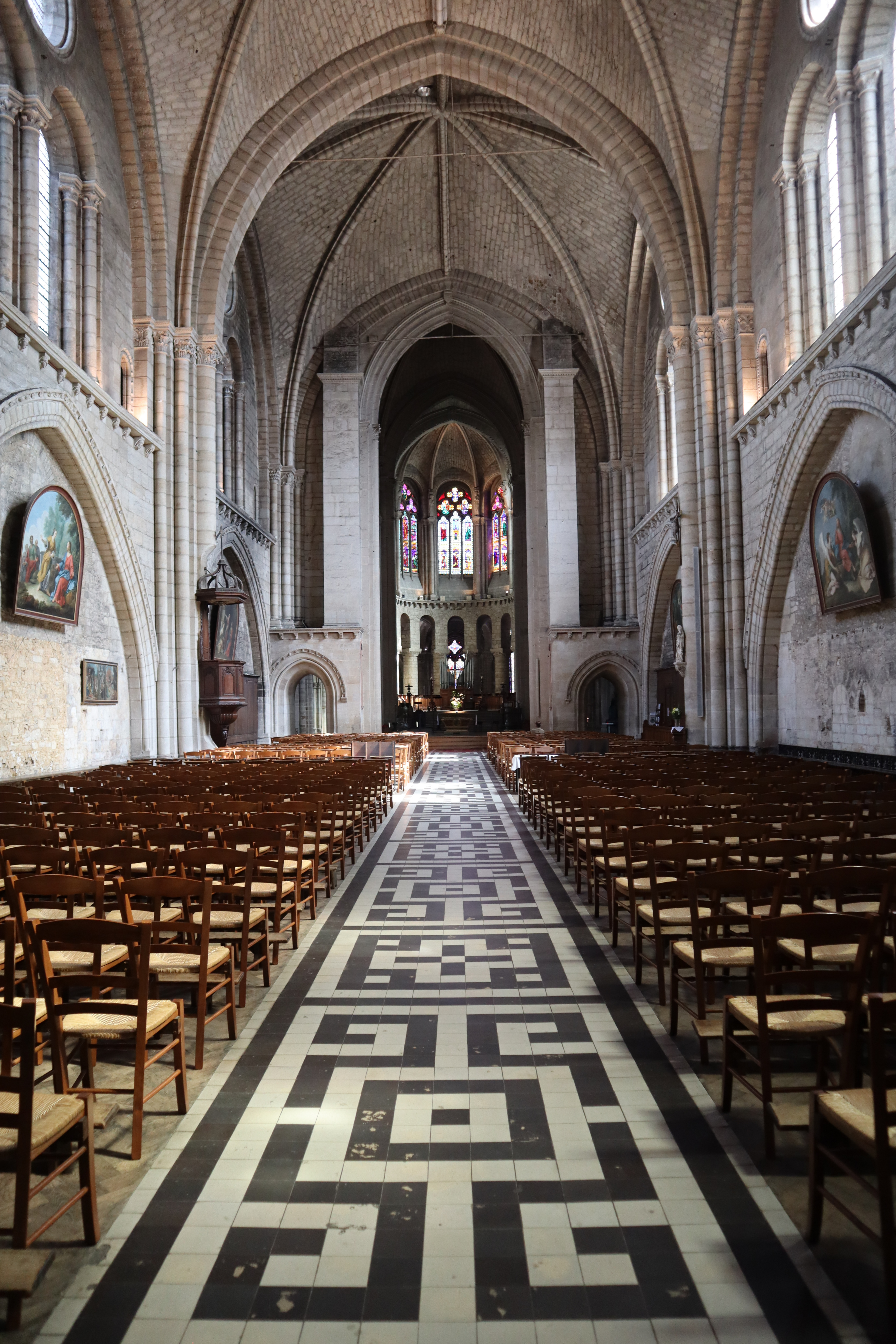
Schiff zum Chor
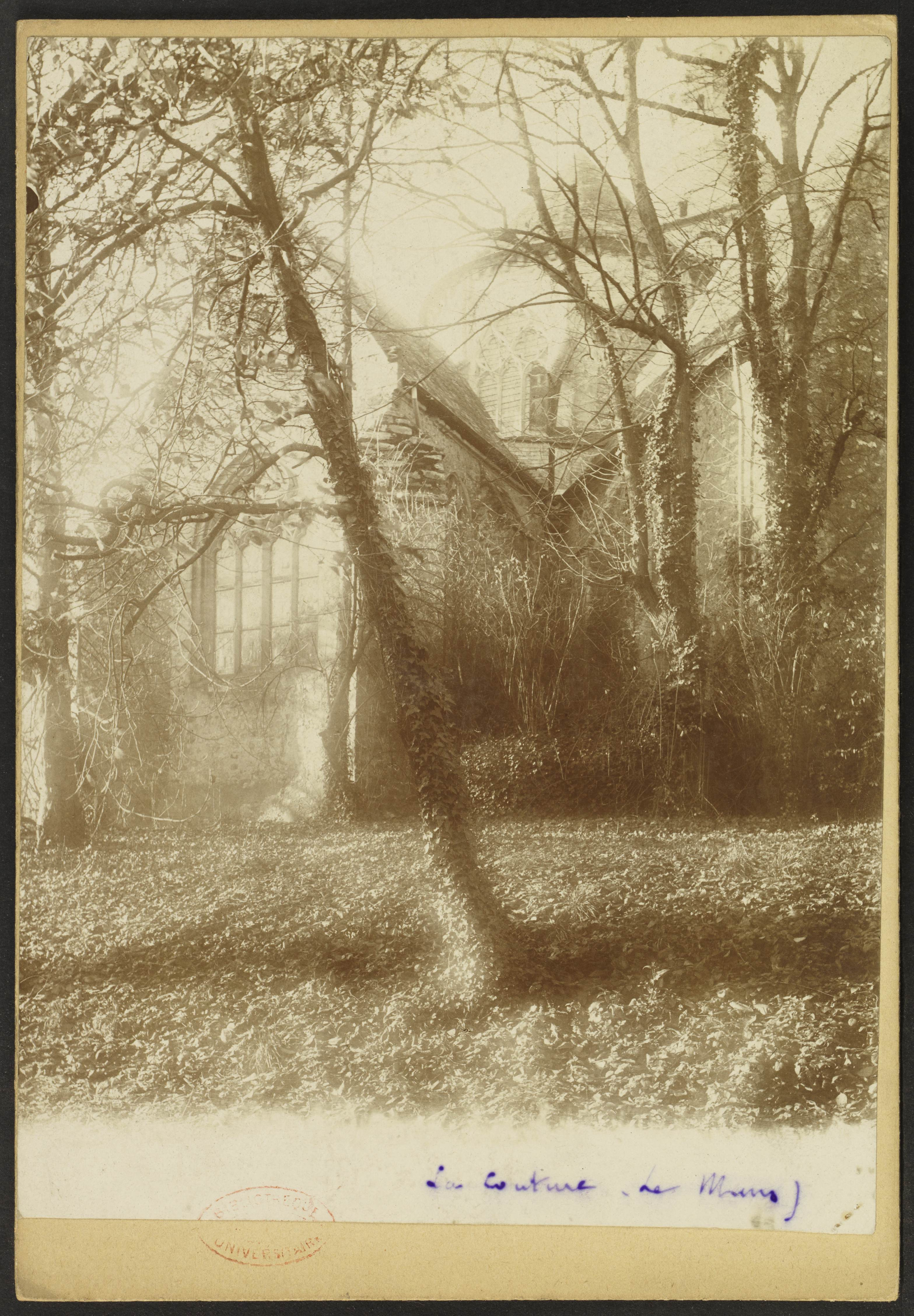
Eckige Radialkapellen am Chorumgang